# Kayenn Jazz Festival
Le Kayenn Jazz Festival est un festival de musique organisé chaque année depuis 2006 à Cayenne en Guyane.

## Artistes qui se sont produits au festival
En plus des artistes locaux, le festival accueille des artistes du Brésil, du Surinam, du Guyana, des États-Unis, d’Afrique, de l’île Maurice, d’Europe et de la Caraïbe.